# 胎内検定
胎内検定（たいないけんてい）は、新潟県胎内市で実施されている全国的にも珍しい体験型のご当地検定である。胎内検定実行委員会が主催し、2010年10月に第1回胎内検定が実施された。

## 特徴
- 胎内検定を略すと「胎検（たいけん）」になることから「体験」とかけて、準備段階から出題まですべて「体験型」にこだわった制作が行われている。
- キャッチフレーズの「エンピツいらずの体験型ご当地検定」の通り、受験に鉛筆は使用せず、回答は場所を移動することで行い、正解者には解答用紙にスタンプを押すことで成績をつける。問題は、見る、聞く、食べる、触る、嗅ぐの感覚いずれか、あるいは複数を使って問題を解く「体験型」で出題される。
- また、この検定の立ち上げに際して、公募の市民と専門家による地域資源の掘り起しを行っており、検定の制作過程から、希望者が誰でも参加できる形態を取っている。

## 出題範囲
胎内市の自然、歴史、神社仏閣、食・特産品、観光、風土文化、生活・行事、人物、産業などの分野から、見る・聞く・食べる・触る・嗅ぐの五感を使って解答する問題が20問出題される。

## 受験資格
制限なし。子供から大人まで誰でも参加可能である。

## 合格認定
受験者すべてに認定証が交付される。
- 「見習い」　正解数10問以下
- 「初級」　　正解数10問－14問
- 「中級」　　正解数15問－17問
- 「上級」　　正解数18問－19問
- 「達人」　　正解数20問

受験者の成績優秀者（上位10名）は、エキシビジョンの「胎内王決定戦」に参加することができる。
「胎内王決定戦」の上位入賞者は、やらにゃんグッズなどがもらえる。

## 受験料
大人1,000円　子供（高校生以下）500円

## 試験時間
2時間

## 過去の実施概要
第1回胎内検定　2010年10月11日(月)　国設胎内スキー場ロッジ　受験者109名

## 胎検！やらにゃん隊
- 胎内検定の企画に際して、地域資源の掘り起こし行った調査隊の名称が「胎検！やらにゃん隊」である。2010年3月14日に結成式と第1回調査会が行われ、2010年11月現在まで6回の調査会が開催されている。市民と専門家合わせて100名を超える隊員が登録されており、その年齢層は2歳～70歳までと、幅広い年齢層の隊員がいる。
- 体験型のご当地検定を実施するにあたって、制作過程から「すべて体験型にこだわって行う」というコンセプトのもと、現地調査では、必ず何がしかの体験を行う。:調査体験の中でも、昼食時に行われる食べ比べ体験は、「プチ検定」と呼ばれ、毎回調査に関係した地元食材と市販の食材の食べ比べを行い、地元食材を当てるという胎内検定形式の問題が出題される。
- 「やらにゃんコール」
  - 毎回、調査会開始前に行われているエールのようなもの。
  - やらにゃん隊の隊長が、隊員（参加者）に向って「おめさんがだぁ、胎検やらにゃん？」と声をかけ、隊員が右手の拳を突き上げながら「やるでば！」と答える。
  - 「おめさんがだぁ、胎検やらにゃん？」は胎内弁で「あなたたち、胎検やらないの？やるんでしょ？」という意味
  - 「やるでば！」は胎内弁で「やるよ！やるに決まってる！」という意味

## 胎内検定マスコット
- やらにゃんが公式マスコットとなっている。

公募選ばれたネコのゆるキャラ
「やらにゃん」とは、胎内弁で「やらないの？やるんでしょ？」と促す意味の言葉

## 胎内市内での関連事業
- 「胎検カレー」
  - 第1回胎内検定の開催を記念して胎内検定の問題から製作されたレトルトカレー。
  - 胎内産の米粉と胎内黒豚を使って作られた「胎内黒豚カレー（胎内検定実行委員会監修）」と小麦粉と国産豚を使って作られた「ポークカレー（中条グランドホテル監修）」の2種類が入っており、735円で胎内市内で購入できる。
  - 胎検！やらにゃん隊の第1回目の調査会の食べ比べ問題として、胎内検定実行委員会が監修し中条グランドホテルが制作した、「米粉カレー」と「中条グランドホテルのカレー」がベースになっている。このカレーは胎検！やらにゃん隊の結成を記念して、2010年3月11日から17日までの1週間の中条グランドホテルで「胎内検定ランチ　カツカレー編」として食べることができた。
  - なお、この問題は第1回胎内検定でも出題されている。

- 「お店でやらにゃん？キャンペーン」
  - 胎内検定で出題される食べ比べの問題を、市内飲食店のメニューとして提供してもらい、来店者が胎内検定の問題の一部を体験できるキャンペーン。第1回目は、胎内検定の開催に合わせて、2010年10月1日～31日までの1ヶ月間開催された。このイベントの参加店舗は49店舗であった。
  - またメニューを注文するともらえる「胎検カード」を集めると5枚でやらにゃんミニぬいぐるみ、20枚集めるとやらにゃんＴシャツ、最多収集者には、賞金30万円が贈呈された。(最多収集者が複数の場合は頭割り)
  - 実際に提供されたメニューの一部
    - 胎内黒豚カツ丼とお店本来のカツ丼
    - 胎内産米粉カレーと小麦粉カレー
    - 新潟地鶏の焼き鳥と他県の地鶏の焼き鳥
    - 胎内ジャージーアイスクリームと市販のアイスクリーム
    - 胎内産の豆腐と市販の豆腐
    - 胎内黒豚の生ホルモンと市販の白モツの串焼き
    - 胎内高原ワインと市販のワイン

- 「わたしのすきなたいない児童絵画・写真展」

胎内検定の会場で開催される胎内市の小中学生による絵画・写真展。毎年400点を超える応募がある。